# تیفانی هدیش
تیفانی هدیش (انگلیسی: Tiffany Haddish؛ زادهٔ ۳ دسامبر ۱۹۷۹) کمدین، و هنرپیشه اهل ایالات متحده آمریکا است.
او در فیلم‌های خانواده‌های دیوانه، اینجا امروز و سنگینی طاقت‌فرسای بازی کرده‌است.